# Герберт Бейкер
Сер Герберт Бейкер (англ. Sir Herbert Baker, 9 червня 1862, Кобгам, Кент — 4 лютого 1946, Кобгам, Кент) — британський архітектор, найбільш відомий своїм внеском до південноафриканської архітектури, де він працював в період з 1892 по 1912 роки і, зокрема, спроектував Союзні Будівлі в Преторії. Також він, разом з Едвіном Лаченсом, зробив великий внесок у проектування Нью-Делі. Він похований у Вестмінстерському абатстві.